# قائمة تشريعات النقل (مصر)
قوانين وقرارات النقل في مصر

## النقل البري
| م | التشريع المنظم | تشريعات التعديلات                                                                                  | قرارات اللائحة التنفيذية للتشريع المنظم | الحالة | ملاحظات |
| - | --- | -------------------------------------------------------------------------------------------------- | --- | ------ | --- |
|   | إنشاء جهاز تنظيم النقل البري الداخلي والدولي رقم 73 لسنة 2019                                                     | | |        | نقلت بموجبه إلى جهاز تنظيم النقل البري الداخلي والدولي: - جميع حقوق والتزامات واختصاصات الهيئة العامة للطرق والكباري والنقل البري الواردة بالمادتين 4، 5 الخاصة بالنقل البري من قرار رئيس الجمهورية رقم 334 لسنة 2004 - جميع حقوق والتزامات واختصاصات جهاز تنظيم خدمات النقل البري للركاب والبضائع على الطرق العامة بين المحافظات المنشأ بقرار رئيس الجمهورية رقم 348 لسنة 2012 - جميع حقوق والتزامات واختصاصات جهاز تنظيم النقل بالقاهرة الكبرى المنشأ بقرار رئيس الجمهورية رقم 349 لسنة 2012 |
|   | تنظيم خدمات النقل البري للركاب باستخدام تكنولوجيا المعلومات رقم 87 لسنة 2018                                      | | قرار رئيس مجلس الوزراء رقم 2180 لسنة 2019 |        | |
|   | جهاز تنظيم النقل بالقاهرة الكبرى قرار رئيس الجمهورية رقم 349 لسنة 2012                                            | | |        | |
|   | جهاز تنظيم خدمات النقل البري للركاب والبضائع على الطرق العامة بين المحافظات قرار رئيس الجمهورية رقم 348 لسنة 2012 | | |        | |
|   | إنشاء جهاز تنظيم النقل الحضرى بالقاهرة الكبرى قرار رئيس مجلس الوزراء رقم 2276 لسنة 2010                           | | |        | |
|   | إنشاء جهاز تنظيم النقل البرى للركاب بالسيارات قرار رئيس مجلس الوزراء رقم 141 لسنة 2005                            | | |        | |
|   | إعادة تنظيم الهيئة العامة للطرق والكباري والنقل البري قرار رئيس الجمهورية 334 لسنة 2004                           | قرار رئيس الجمهورية 154 لسنة 2022                                                                  | |        | |
|   | إنشاء الهيئة العامة للموانئ البرية والجافة قرار رئيس الجمهورية 349 لسنة 1996                                      | | |        | |
|   | إنشاء هيئة القطاع العام للنقل البري والنهري قرار رئيس الجمهورية رقم 430 لسنة 1983                                 | | |        | |
|   | إنشاء صندوق وصيانة الطرق العامة قرار رئيس الجمهورية 499 لسنة 1976                                                 | قرار رئيس الجمهورية 615 لسنة 1978                                                                  | |        | |
|   | إنشاء الهيئة العامة للطرق البرية والمائية قرار رئيس الجمهورية 359 لسنة 1976                                       | | |        | |
|   | نظام منح التزامات إدارة مرافق النقل العام للركاب بالسيارات رقم 55 لسنة 1975                                       | | |        | |
|   | تنظيم النقل العام للركاب رقم 22 لسنة 1971                                                                         | | |        | |
|   | تنظيم نقل البضائع في الطرق العامة رقم 64 لسنة 1970                                                                | | |        | |
|   | الطرق العامة رقم 84 لسنة 1968                                                                                     | - رقم 229 لسنة 1996 - رقم 146 لسنة 1984                                                            | - قرار وزاري رقم 428 لسنة 2009 - قرار وزاري رقم 222 لسنة 2006 - قرار وزاري رقم 152 لسنة 1970                                                                 |        | |
|   | المؤسسة المصرية العامة للنقل الداخلي قرار رئيس الجمهورية رقم 1614 لسنة 1962                                       | | |        | |
|   | تنظيم نقل البضائع في الطرق العامة رقم 115 لسنة 1957                                                               | | |        | |
|   | إشغال الطرق العامة رقم 140 لسنة 1956                                                                              | - رقم 129 لسنة 1982 - رقم 177 لسنة 1981 - رقم 209 لسنة 1980 - رقم 174 لسنة 1960 - رقم 56 لسنة 1957 | - قرار وزاري رقم 1278 لسنة 1960 - قرار وزاري رقم 921 لسنة 1959 - قرار وزاري رقم 1505 لسنة 1957 - قرار وزاري رقم 628 لسنة 1957 - قرار وزاري رقم 395 لسنة 1956 |        | |
|   | تقسيم شبكة الطرق العامة إلى خطوط ومناطق رقم 49 لسنة 1951                                                          | | |        | |
|   | الطرق العامة رقم 53 لسنة 1949                                                                                     | رقم 478 لسنة 1955                                                                                  | |        | |
|   | إستعمال الطرق العامة وإشغالها رقم 72 لسنة 1948                                                                    | رقم 85 لسنة 1954                                                                                   | |        | |
|   | ردم البرك والمستنقعات ومنع أحداث الحفر رقم 76 لسنة 1946                                                           | | |        | |

### المرور
| م | التشريع المنظم                                         | تشريعات التعديلات | قرارات اللائحة التنفيذية للتشريع المنظم | الحالة | ملاحظات |
| - | ------------------------------------------------------ | --- | --- | ------ | ------- |
|   | تنظيم انتظار المركبات في الشوارع رقم 150 لسنة 2020     | | قرار وزاري رقم 5 لسنة 2021 |        |         |
|   | تشكيل ونظام عمل المجلس الأعلى للمرور رقم 237 لسنة 1982 | | |        |         |
|   | المرور رقم 66 لسنة 1973                                | - رقم 17 لسنة 2024 - رقم 161 لسنة 2021 - رقم 1 لسنة 2021 - رقم 142 لسنة 2014 - رقم 59 لسنة 2014 - رقم 54 لسنة 2014 - رقم 25 لسنة 2014 - رقم 160 لسنة 2013 - رقم 81 لسنة 2013 - رقم 124 لسنة 2010 - رقم 7 لسنة 2009 - رقم 121 لسنة 2008 - رقم 155 لسنة 1999 - رقم 1 لسنة 1988 - رقم 20 لسنة 1983 - رقم 127 لسنة 1982 - رقم 210 لسنة 1980 - رقم 78 لسنة 1976 | - قرار وزاري رقم 2089 لسنة 2021 - قرار وزاري رقم 1695 لسنة 2021 - قرار وزاري رقم 1437 لسنة 2021 - قرار وزاري رقم 419 لسنة 2021 - قرار وزاري رقم 877 لسنة 2020 - قرار وزاري رقم 1395 لسنة 2019 - قرار وزاري رقم 1980 لسنة 2018 - قرار وزاري رقم 992 لسنة 2017 - قرار وزاري رقم 900 لسنة 2017 - قرار وزاري رقم 140 لسنة 2016 - قرار وزاري رقم 551 لسنة 2014 - قرار وزاري رقم 1613 لسنة 2008 - قرار وزاري رقم 2777 لسنة 2000 |        |         |
|   | السيارات وقواعد المرور رقم 449 لسنة 1955               | - رقم 22 لسنة 1967 - رقم 115 لسنة 1964 | |        |         |
|   | النظام الخاص برسوم السيارات رقم 44 لسنة 1934           | - رقم 144 لسنة 1944 - رقم 159 لسنة 1950 | | ملغي   |         |

### الهيئة القومية للأنفاق
| م | التشريع المنظم                                                 | تشريعات التعديلات                                         | قرارات اللائحة التنفيذية للتشريع المنظم | الحالة | ملاحظات |
| - | -------------------------------------------------------------- | --------------------------------------------------------- | --------------------------------------- | ------ | ------- |
|   | إنشاء الهيئة القومية للأنفاق قانون رقم 113 لسنة 1983           | - رقم 83 لسنة 2025 - رقم 180 لسنة 2020 - رقم 33 لسنة 2018 |                                         |        |         |
|   | قانون رقم 4 لسنة 1990 في شأن بعض الأحكام الخاصة بمترو الأنفاق. |                                                           |                                         |        |         |

## النقل المائي
| م | التشريع المنظم | تشريعات التعديلات                      | قرارات اللائحة التنفيذية للتشريع المنظم | الحالة | ملاحظات |
| - | --- | -------------------------------------- | --------------------------------------- | ------ | ------- |
|   | إصدار لائحة تنظيم مزاولة الأنشطة والأعمال المرتبطة بالنقل البحري ومقابلات الانتفاع بها قرار وزاري رقم 800 لسنة 2016 |                                        |                                         |        |         |
|   | مؤهلات وإعداد الربابنة وضباط الملاحة والمهندسين البحريين على السفن رقم 38 لسنة 1982                                 |                                        |                                         |        |         |
|   | بعض الأحكام الخاصة بدعم النقل البحري رقم 401 لسنة 1974                                                              |                                        |                                         |        |         |
|   | إنشاء اللجنة الدائمة لمنع تلوث مياه البحر بالزيت قرار رئيس الجمهورية رقم 691 لسنة 1972                              |                                        |                                         |        |         |
|   | تنظيم النقل البحري رقم 109 لسنة 1961                                                                                |                                        |                                         |        |         |
|   | مكافحة الكوارث البحرية والخطر البحري رقم 79 لسنة 1961                                                               |                                        |                                         |        |         |
|   | النقل البحري الساحلي رقم 63 لسنة 1961                                                                               |                                        |                                         |        |         |
|   | تنظيم الربابنة وضباط الملاحة والمهندسين البحريين في السفن البحرية رقم 60 لسنة 1961                                  |                                        |                                         |        |         |
|   | الجواز البحري رقم 32 لسنة 1961                                                                                      | رقم 81 لسنة 1968                       |                                         |        |         |
|   | الأمن والنظام والتأديب في السفن رقم 167 لسنة 1960                                                                   |                                        |                                         |        |         |
|   | إلزام ملاك بعض أنواع السفن بتركيب محطات تليفون لاسلكي رقم 13 لسنة 1960                                              |                                        |                                         |        |         |
|   | عقد العمل البحري رقم 158 لسنة 1959                                                                                  |                                        |                                         |        |         |
|   | المراسي وتنظيم الرسو في المياه الداخلية رقم 130 لسنة 1957                                                           |                                        |                                         |        |         |
|   | الملاحة الداخلية رقم 10 لسنة 1956                                                                                   |                                        |                                         |        |         |
|   | الجوازات البحرية رقم 149 لسنة 1955                                                                                  | - رقم 44 لسنة 1957 - رقم 186 لسنة 1956 |                                         |        |         |
|   | مأموري وملاحظي المنائر رقم 689 لسنة 1954                                                                            |                                        |                                         |        |         |
|   | تنظيم شؤون أفراد طاقم السفن التجارية المصرية رقم 253 لسنة 1952                                                      |                                        |                                         |        |         |
|   | حقوق الامتياز والرهون البحرية رقم 35 لسنة 1951                                                                      |                                        |                                         |        |         |
|   | الملاحة الداخلية رقم 17 لسنة 1941                                                                                   |                                        |                                         |        |         |
|   | الربابنة وضباط الملاحة والمهندسين البحريين في السفن التجارية رقم 61 لسنة 1940                                       | رقم 181 لسنة 1958                      |                                         |        |         |
|   | المحافظة على النظام والتأديب في البواخر رقم 132 لسنة 1939                                                           |                                        |                                         |        |         |
|   | تسجيل المراكب رقم 13 لسنة 1917                                                                                      |                                        |                                         |        |         |

### قناة السويس
| م | التشريع المنظم                                | تشريعات التعديلات | قرارات اللائحة التنفيذية للتشريع المنظم | الحالة | ملاحظات |
| - | --------------------------------------------- | ----------------- | --------------------------------------- | ------ | ------- |
|   | نظام هيئة قناة السويس قانون رقم 30 لسنة 1975  | رقم 11 لسنة 1976  |                                         |        |         |
|   | نظام هيئة قناة السويس قانون رقم 146 لسنة 1957 |                   |                                         |        |         |

### المجلس الأعلى للموانئ
| م | التشريع المنظم                                                                   | تشريعات التعديلات                      | قرارات اللائحة التنفيذية للتشريع المنظم | الحالة | ملاحظات |
| - | -------------------------------------------------------------------------------- | -------------------------------------- | --------------------------------------- | ------ | ------- |
|   | إعادة تشكيل وتنظيم المجلس الأعلى للموانئ قرار رئيس مجلس الوزراء رقم 95 لسنة 2021 |                                        |                                         |        |         |
|   | إعادة تشكيل المجلس الأعلى للموانئ قرار رئيس مجلس الوزراء رقم 2453 لسنة 2015      |                                        |                                         |        |         |
|   | إعادة تشكيل المجلس الأعلى للموانئ قرار رئيس مجلس الوزراء رقم 399 لسنة 2015       |                                        |                                         |        |         |
|   | إعادة تشكيل المجلس الأعلى للموانئ قرار رئيس الجمهورية رقم 109 لسنة 2000          |                                        |                                         |        |         |
|   | تشكيل مجلس أعلى للموانئ قرار رئيس الجمهورية رقم 241 لسنة 1981                    |                                        |                                         |        |         |
|   | إنشاء المجلس الأعلى للموانئ والمنائر قرار رئيس الجمهورية رقم 1198 لسنة 1974      |                                        |                                         |        |         |
|   | إنشاء المجلس الأعلى للموانئ قرار رئيس الجمهورية رقم 169 لسنة 1960                | قرار رئيس الجمهورية رقم 1013 لسنة 1968 |                                         |        |         |

### الموانئ
| م | التشريع المنظم                                                                                         | تشريعات التعديلات                     | قرارات اللائحة التنفيذية للتشريع المنظم | الحالة | ملاحظات |
| - | --- | ------------------------------------- | --------------------------------------- | ------ | ------- |
|   | إنشاء بعض الموانئ السياحية قرار رئيس الجمهورية رقم 141 لسنة 2003                                       |                                       |                                         |        |         |
|   | تنظيم الإرشاد بميناء العريش رقم 87 لسنة 1997                                                           |                                       |                                         |        |         |
|   | الموانئ المتخصصة رقم 1 لسنة 1996                                                                       | - رقم 10 لسنة 2017 - رقم 22 لسنة 1998 |                                         |        |         |
|   | تنظيم الإرشاد في موانئ الهيئة العامة لموانئ البحر الأحمر رقم 6 لسنة 1995                               |                                       |                                         |        |         |
|   | تنظيم الإرشاد بمينائي الإسكندرية والدخيلة رقم 26 لسنة 1989                                             |                                       |                                         |        |         |
|   | ميناء الدخيلة رقم 494 لسنة 1986                                                                        |                                       |                                         |        |         |
|   | تنظيم الإرشاد بميناء دمياط رقم 4 لسنة 1986                                                             |                                       |                                         |        |         |
|   | إنشاء هيئة ميناء دمياط قرار رئيس الجمهورية رقم 317 لسنة 1985                                           | قرار رئيس الجمهورية رقم 333 لسنة 2004 |                                         |        |         |
|   | تنظيم وتحديد اختصاصات الهيئة العامة لميناء بورسعيد قرار رئيس الجمهورية رقم 565 لسنة 1980               | قرار رئيس الجمهورية رقم 400 لسنة 1984 |                                         |        |         |
|   | إنشاء الهيئة العامة لميناء بورسعيد قرار رئيس الجمهورية رقم 88 لسنة 1980                                |                                       |                                         |        |         |
|   | إنشاء الهيئة العامة لموانئ البحر الأحمر قرار رئيس الجمهورية رقم 217 لسنة 1978                          | قرار رئيس الجمهورية رقم 95 لسنة 1990  |                                         |        |         |
|   | إنشاء هيئة عامة لميناء الإسكندرية رقم 6 لسنة 1967                                                      |                                       |                                         |        |         |
|   | تنظيم وتحديد اختصاصات ومسئوليات الهيئة العامة لميناء الإسكندرية قرار رئيس الجمهورية رقم 3293 لسنة 1966 |                                       |                                         |        |         |
|   | تنظيم الإرشاد بميناء الإسكندرية رقم 9 لسنة 1965                                                        |                                       |                                         |        |         |
|   | إنشاء المؤسسة المصرية العامة لميناء الإسكندرية قرار رئيس الجمهورية رقم 2110 لسنة 1963                  |                                       |                                         |        |         |
|   | ممارسة الحرف وأداء الخدمات المتصلة بالملاحة في قناة السويس رقم 108 لسنة 1963                           |                                       |                                         |        |         |
|   | تنظيم إرشاد السفن في ميناء السويس رقم 161 لسنة 1959                                                    | رقم 79 لسنة 1964                      |                                         |        |         |
|   | إنشاء نظام لتفتيش السفن بميناء الإسكندرية رقم 99 لسنة 1939                                             |                                       |                                         |        |         |

### هيئات النقل البحري
| م | التشريع المنظم | تشريعات التعديلات                                        | قرارات اللائحة التنفيذية للتشريع المنظم | الحالة | ملاحظات                                                             |
| - | --- | -------------------------------------------------------- | --------------------------------------- | ------ | ------------------------------------------------------------------- |
|   | اختصاص وزير النقل بتطبيق أحكام قانون شركات قطاع الأعمال العام بالنسبة للشركة القابضة للنقل البحري والبري قرار رئيس الجمهورية رقم 343 لسنة 2022 |                                                          |                                         |        |                                                                     |
|   | إنشاء هيئة القطاع العام للنقل البحري قرار رئيس الجمهورية رقم 431 لسنة 1983                                                                     |                                                          |                                         |        |                                                                     |
|   | تتبع المؤسسة المصرية العامة للنقل البحري لوزير النقل قرار رئيس الجمهورية رقم 586 لسنة 1968                                                     |                                                          |                                         |        |                                                                     |
|   | نقل تبعية مصلحة الموانىء والمنائر إلى وزارة النقل قرار رئيس الجمهورية رقم 2062 لسنة 1967                                                       |                                                          |                                         |        |                                                                     |
|   | تتبع المؤسسة المصرية العامة للنقل البحري لهيئة قناة السويس قرار رئيس الجمهورية رقم 3194 لسنة 1964                                              |                                                          |                                         |        |                                                                     |
|   | إنشاء المؤسسة المصرية العامة للنقل البحري رقم 12 لسنة 1964                                                                                     | رقم 1 لسنة 1998                                          |                                         |        | ألغي بموجبه: - القانون رقم 146 لسنة 1961 - القانون رقم 88 لسنة 1959 |
|   | مساهمة المؤسسة المصرية العامة للنقل البحري في بعض الشركات والمنشآت وتنظيم الأعمال المرتبطة بالنقل البحري رقم 129 لسنة 1962                     | - رقم 3 لسنة 1964 - رقم 152 لسنة 1963 - رقم 87 لسنة 1963 |                                         |        |                                                                     |
|   | إنشاء المؤسسة العامة للنقل البحري رقم 146 لسنة 1961                                                                                            |                                                          |                                         | ملغي   |                                                                     |
|   | إنشاء هيئة عامة لشئون النقل البحري رقم 88 لسنة 1959                                                                                            |                                                          |                                         | ملغي   |                                                                     |
|   | إنشاء اللجنة العامة لشئون النقل البحري رقم 4 لسنة 1957                                                                                         |                                                          |                                         |        |                                                                     |
|   | تأميم الشركة العالمية لقناة السويس البحرية رقم 285 لسنة 1956                                                                                   |                                                          |                                         |        |                                                                     |

### التجارة البحرية
| م | التشريع المنظم                                                                                                   | تشريعات التعديلات                                        | قرارات اللائحة التنفيذية للتشريع المنظم | الحالة | ملاحظات |
| - | --- | -------------------------------------------------------- | --------------------------------------- | ------ | ------- |
|   | تحديد الوزير المختص والجهة الإدارية المختصة في تطبيق قانون التجارة البحرية قرار رئيس الجمهورية رقم 332 لسنة 1990 |                                                          |                                         |        |         |
|   | التجارة البحرية رقم 8 لسنة 1990                                                                                  | رقم 3 لسنة 2025                                          |                                         | ساري   |         |
|   | مزاولة بعض المهن البحرية على السفن التجارية والوحدات البحرية في الموانئ رقم 32 لسنة 1970                         |                                                          |                                         |        |         |
|   | المراسي وتنظيم الرسو في المياه الداخلية رقم 130 لسنة 1957                                                        |                                                          |                                         |        |         |
|   | تسجيل السفن التجارية رقم 84 لسنة 1949                                                                            | - رقم 4 لسنة 2025 - رقم 80 لسنة 1968 - رقم 218 لسنة 1959 |                                         | ساري   |         |

### سلامة السفن
| م | التشريع المنظم                                                                                                  | تشريعات التعديلات                                        | قرارات اللائحة التنفيذية للتشريع المنظم                                          | الحالة | ملاحظات                                 |
| - | --- | -------------------------------------------------------- | -------------------------------------------------------------------------------- | ------ | --------------------------------------- |
|   | إنشاء صندوق دعم وتطوير وتحديث هيئات السلامة والموانىء البحرية والبرية قرار رئيس مجلس الوزراء رقم 2979 لسنة 2010 |                                                          |                                                                                  |        |                                         |
|   | إنشاء الهيئة المصرية لسلامة الملاحة البحرية قرار رئيس الجمهورية رقم 399 لسنة 2004                               |                                                          |                                                                                  |        |                                         |
|   | سلامة السفن رقم 232 لسنة 1989                                                                                   | - رقم 2 لسنة 2025 - رقم 24 لسنة 2022 - رقم 163 لسنة 2000 | القواعد التنفيذية: - قرار وزاري رقم 598 لسنة 2019 - قرار وزاري رقم 287 لسنة 2011 | ساري   | ألغي بموجبه: - القانون رقم 97 لسنة 1960 |
|   | سلامة السفن رقم 97 لسنة 1960                                                                                    |                                                          |                                                                                  | ملغي   | ألغي بموجبه: - القانون رقم 21 لسنة 1940 |
|   | سلامة السفن رقم 21 لسنة 1940                                                                                    | - رقم 7 لسنة 1954 - رقم 130 لسنة 1947                    |                                                                                  | ملغي   |                                         |

### الرسوم البحرية
| م | التشريع المنظم | تشريعات التعديلات | قرارات اللائحة التنفيذية للتشريع المنظم | الحالة | ملاحظات                                 |
| - | --- | --- | --------------------------------------- | ------ | --------------------------------------- |
|   | حظر تقاضي أية رسوم إضافية في الموانئ البحرية قرار رئيس مجلس الوزراء رقم 486 لسنة 2000                                                          | قرار رئيس مجلس الوزراء رقم 791 لسنة 2018 |                                         |        |                                         |
|   | رسوم الإرشاد والتعويضات ورسوم الموانئ والمنائر والرسو والمكوث رقم 24 لسنة 1983                                                                 | - قرار رئيس الجمهورية رقم 176 لسنة 2004 - رقم 93 لسنة 1996 - رقم 5 لسنة 1990 - قرار رئيس الجمهورية رقم 22 لسنة 1989 - قرار رئيس الجمهورية رقم 331 لسنة 1988 - رقم 60 لسنة 1988 |                                         |        | ألغي بموجبه: - القانون رقم 11 لسنة 1969 |
|   | رسوم التفتيش البحري رقم 156 لسنة 1980 | رقم 8 لسنة 2025 |                                         |        |                                         |
|   | فرض بعض الرسوم البحرية رقم 80 لسنة 1980 | |                                         |        |                                         |
|   | رسم خدمات المغادرين رقم 53 لسنة 1980 | |                                         |        |                                         |
|   | رسوم الموانى والمنائر والأرصفة والسقايل رقم 11 لسنة 1969                                                                                       | - رقم 43 لسنة 1975 - رقم 51 لسنة 1970 |                                         |        |                                         |
|   | إعفاء لنشات الأجرة واللمبوطية ونقل مخلفات السفن المسجلة بموانئ منطقة قناة السويس من الرسوم المفروضة بالقانون رقم 97 لسنة 1960 رقم 86 لسنة 1968 | |                                         |        |                                         |
|   | فرض رسم على البواخر التي ترسو على ميناء الإسكندرية المزودة بتليفونات مصلحة الموانيء والمنائر رقم 704 لسنة 1954                                 | رقم 219 لسنة 1959 |                                         |        |                                         |
|   | تحديد فئات الرسوم الخاصة بالموانئ والمنائر والأرصفة والأساكل رقم 572 لسنة 1954                                                                 | - قرار رئيس الجمهورية رقم 75 لسنة 1968 - رقم 116 لسنة 1962 - رقم 67 لسنة 1955 - رقم 704 لسنة 1954                                                                              |                                         |        |                                         |
|   | تخفيض رسوم الفنارات في الموانئ المصرية بالبحر الأحمر رقم 29 لسنة 1905                                                                          | رقم 46 لسنة 1929 |                                         |        |                                         |

## أنظر أيضاً
- قائمة تشريعات الاستثمار والمناطق الحرة (مصر)
- قائمة تشريعات المناطق الاقتصادية (مصر)
- قائمة تشريعات التعاقدات والمناقصات والمزايدات (مصر)
- قائمة تشريعات الطاقة والثروة المعدنية (مصر)
- قائمة تشريعات السياحة (مصر)
- قائمة تشريعات الصناعة (مصر)
- قائمة تشريعات الزراعة (مصر)
- قائمة تشريعات التعمير (مصر)
- قائمة تشريعات الصحة (مصر)
- قائمة تشريعات الرياضة (مصر)
- قائمة تشريعات التنمية (مصر)
- قائمة تشريعات التجارة والشركات (مصر)
- قائمة تشريعات المواصفات والقياس (مصر)
- قائمة تشريعات الاستيراد والتصدير (مصر)
- قائمة تشريعات الإتفاقيات الدولية (مصر)
- قائمة تشريعات الرقابة والحماية والتحكيم (مصر)
- قائمة تشريعات الأسواق والأدوات المالية غير المصرفية (مصر)
- قائمة تشريعات المصارف والنقد (مصر)
- قائمة تشريعات الضرائب والجمارك والرسوم (مصر)
- قائمة تشريعات العمل (مصر)